# 윌리엄 헨리 해리슨 3세

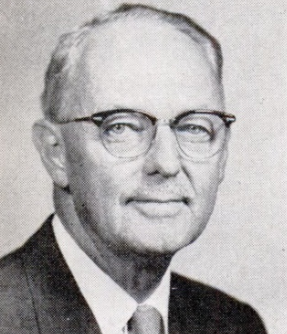

윌리엄 헨리 해리슨 3세(William Henry Harrison III, 1896년 8월 10일 ~ 1990년 10월 8일)는 미국 하원의원과 인디애나주 및 와이오밍주의 주의회 의원을 역임한 미국의 정치인이었다.
해리슨은 인디애나주에서 자랐고 네브래스카주 오마하와 워싱턴 D.C.에서 교육을 받았다. 그의 할아버지 벤저민 해리슨과 고조부 윌리엄 헨리 해리슨은 모두 미국 대통령을 역임했다. 제1차 세계 대전 동안 그는 미국 신호대 항공과에서 복무했으며 나중에는 여러 국립공원에서 공원 관리인으로 일했다. 인디애나주 하원의원에 당선되면서 인디애나주 정치에 입문했다. 해리슨은 1932년 인디애나에서 미국 하원의원 선거에 실패했다.
1944년 해리슨은 와이오밍주 하원의원에 당선되면서 와이오밍주 정계에 입문했다. 1950년 해리슨은 와이오밍 주의 대규모 의회 지구에서 미국 하원의원으로 당선되었으며 재선 캠페인과 미국 상원 선거 캠페인의 실패로 인해 1950년대와 1960년대에 걸쳐 여러 번의 비연속 임기를 역임했다. 하원에서 그는 간섭주의 외교 정책, 반공주의, 아메리카 원주민 권리, 와이오밍 개발을 지지했다.
1969년 5월 29일, 리처드 닉슨 대통령은 해리슨을 연방 재협상 위원회에 임명했다. 그는 1971년 10월 4일 사임할 때까지 재직했다. 1980년 공화당 대통령 예비 선거 기간 동안 그는 조지 H. W. 부시 대통령 선거 운동을 위한 와이오밍 운영 위원회에서 봉사했다.

## 역대 선거 결과
| 선거명        | 직책명                                   | 대수 | 정당   | 득표율 | 득표수   | 결과 | 당락                     |
| ------------- | ---------------------------------------- | ---- | ------ | ------ | -------- | ---- | ------------------------ |
| 1926년 선거   | 하원의원 (인디애나 매리언 카운티 선거구) | 75대 | 공화당 | 0%     | 표       | 1위  | 인디애나주 하원의원 당선 |
| 1932년 선거   | 하원의원 (인디애나 제12선거구)           | 73대 | 공화당 | 45.53% | 61,241표 | 2위  | 낙선                     |
| 1944년 선거   | 상원의원 (와이오밍 제-부)                | 28대 | 공화당 | 0%     | 표       | 1위  | 와이오밍 주의원 당선     |
| 1948년 선거   | 상원의원 (와이오밍 제-부)                | 30대 | 공화당 | 0%     | 표       | 1위  | 와이오밍 주의원 당선     |
| 1950년 선거   | 하원의원 (와이오밍 광역선거구)           | 82대 | 공화당 | 54.49% | 50,865표 | 1위  | 와이오밍주 하원의원 당선 |
| 1952년 선거   | 하원의원 (와이오밍 광역선거구)           | 83대 | 공화당 | 60.10% | 76,161표 | 1위  | 와이오밍주 하원의원 당선 |
| 1954년 재선거 | 상원의원 (와이오밍 제2부)                | 83대 | 공화당 | 48.44% | 53,705표 | 2위  | 낙선                     |
| 1954년 선거   | 상원의원 (와이오밍 제2부)                | 84대 | 공화당 | 48.47% | 54,407표 | 2위  | 낙선                     |
| 1960년 선거   | 하원의원 (와이오밍 광역선거구)           | 87대 | 공화당 | 52.29% | 70,241표 | 1위  | 와이오밍주 하원의원 당선 |
| 1962년 선거   | 하원의원 (와이오밍 광역선거구)           | 88대 | 공화당 | 61.38% | 71,489표 | 1위  | 와이오밍주 하원의원 당선 |
| 1964년 선거   | 하원의원 (와이오밍 광역선거구)           | 89대 | 공화당 | 49.21% | 68,482표 | 2위  | 낙선                     |
| 1966년 선거   | 하원의원 (와이오밍 광역선거구)           | 90대 | 공화당 | 52.30% | 62,984표 | 1위  | 와이오밍주 하원의원 당선 |